# Hedeviken
Hedeviken är en småort i Hede distrikt (Hede socken) i Härjedalens kommun. Hedeviken ligger vid foten av Sonfjället. Ljusnan rinner genom byn och bildar här Vikarsjön, Härjedalen.

## Befolkningsutveckling
| Befolkningsutvecklingen i Hedeviken 1960–2015 | Befolkningsutvecklingen i Hedeviken 1960–2015 | Befolkningsutvecklingen i Hedeviken 1960–2015 | Befolkningsutvecklingen i Hedeviken 1960–2015 | Befolkningsutvecklingen i Hedeviken 1960–2015 |
| --------------------------------------------- | --------------------------------------------- | --------------------------------------------- | --------------------------------------------- | --------------------------------------------- |
|                                               |                                               |                                               |                                               |                                               |
| År                                            |                                               |                                               | Folkmängd                                     | Areal (ha)                                    |
| 1960                                          | 1960                                          |                                               | 265                                           | 116                                           |
| 1965                                          | 1965                                          |                                               | 228                                           | 116                                           |
| 1970                                          | 1970                                          |                                               | 227                                           | 116                                           |
| 1975                                          | 1975                                          |                                               | 204                                           | 120                                           |
| 1990                                          | 1990                                          |                                               | 159                                           | 49#                                           |
| 1995                                          | 1995                                          |                                               | 180                                           | 125#                                          |
| 2000                                          | 2000                                          |                                               | 172                                           | 117#                                          |
| 2005                                          | 2005                                          |                                               | 144                                           | 118#                                          |
| 2010                                          | 2010                                          |                                               | 129                                           | 117#                                          |
| 2015                                          | 2015                                          |                                               | 112                                           | 98#                                           |
| Anm.: Upphörde som tätort 1980. # Som småort. |                                               |                                               |                                               |                                               |